# Meang
Meang – niewielka wyspa położona na Oceanie Spokojnym, w archipelagu Tuvalu, w północnej części atolu Nui.